# Servian
Servian (okcitansko Cervian) je naselje in občina v južnem francoskem departmaju Hérault regije Languedoc-Roussillon. Leta 2009 je naselje imelo 4.190 prebivalcev.

## Geografija
Naselje leži v pokrajini Languedoc ob reki Thongue, 15 km severovzhodno od Béziersa.

## Uprava
Servian je sedež istoimenskega kantona, v katerega so poleg njegove vključene še občine Abeilhan, Alignan-du-Vent, Coulobres, Espondeilhan, Montblanc, Puissalicon in Valros z 12.928 prebivalci.
Kanton Servian je sestavni del okrožja Béziers.

## Zanimivosti
- župnijska cerkev sv. Julijana in Vasilise,
- spomenik mrtvim,
- most na reki Thongue.